# Via dei Tribunali

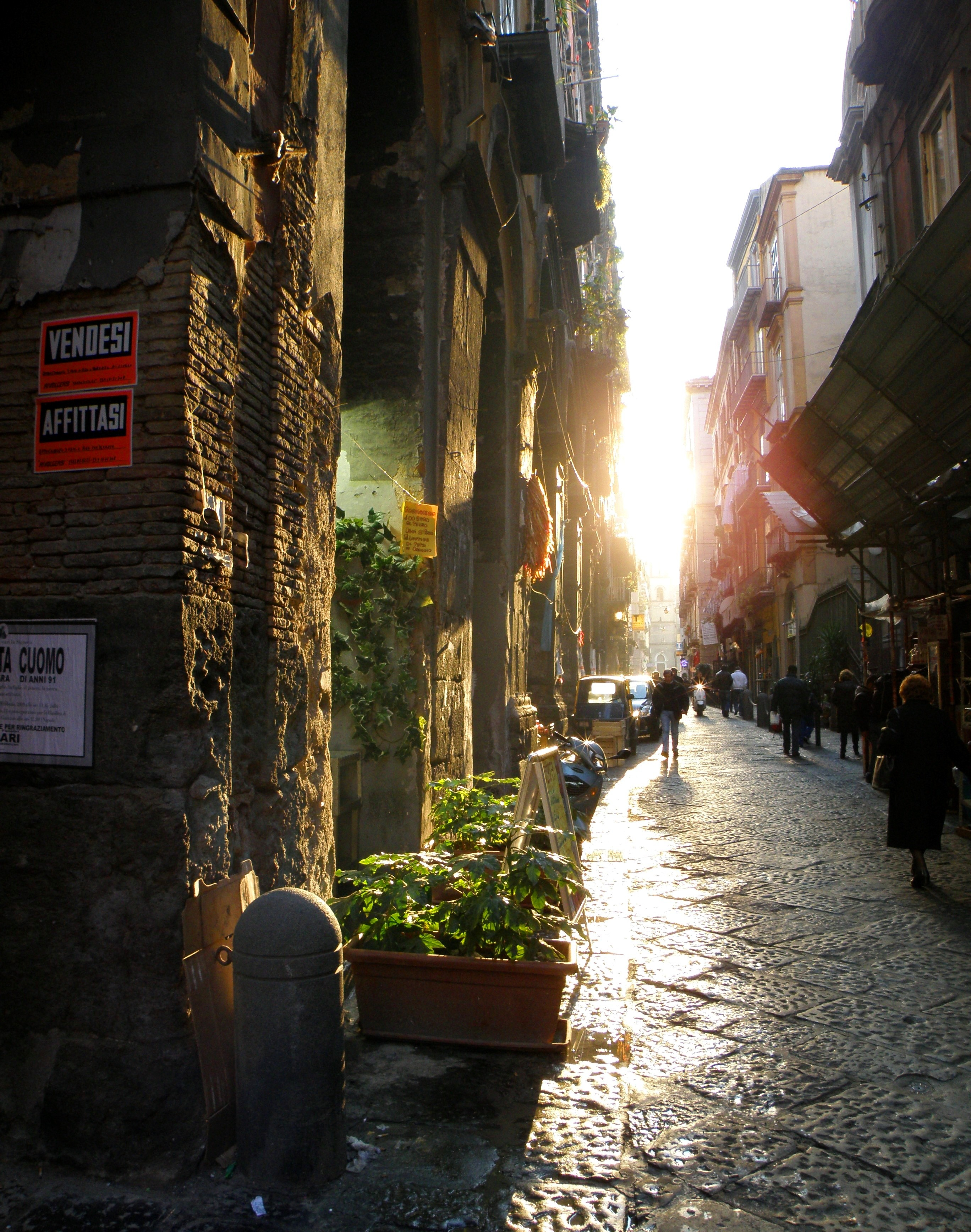
Via dei Tribunali

De Via dei Tribunali is een straat in de Italiaanse stad Napels.

## Geschiedenis
Het oorspronkelijk Griekse wegennet van Napels (toen Neapolis genoemd) werd gekenmerkt door drie hoofdstraten (plateiai) en tussen de zeventien en vierentwintig zijstraten (stenopoi) die de ruimte verdelen in rechthoekige kavels. De termen plateiai en stenopoi hebben later plaatsgemaakt voor de Romeinse benamingen decumani en cardi. De drie decumani van Napels lopen evenwijdig aan elkaar van oost naar west, parallel aan de kust. Dit antieke wegenstelsel is grotendeels ongewijzigd gebleven. De hoofdstraat (decumanus maximus, nu decumano maggiore genoemd) vinden we nu terug als Via dei Tribunali. In het midden van deze stadsader lag in de Griekse tijd de agora, in de Romeinse tijd het forum, nu de Piazza San Gaetano.
Van de andere twee decumani loopt de twee kilometer lange Spaccanapoli (letterlijk ‘splijter van Napels’, oorspronkelijk de onderste of lage decumanus) nog steeds lijnrecht van begin tot eind, zoals goed te zien is vanaf Castel Sant’Elmo. De bovenste of hoge decumanus valt min of meer samen met de Via della Sapienza, Via Pisanelli, Via dell'Anticaglia en Via Apostoli. 

## Gebouwen langs de Via dei Tribunali
Hieronder een lijst van belangrijke of antieke gebouwen langs deze straat van oost naar west:
- Chiesa della Santa Maria della Mercede e Sant'Alfonso Maria de' Liguori
- Sant'Antonio delle Monache a Port'Alba
- Conservatorio di San Pietro a Majella
- Chiesa di San Pietro a Majella
- Chiesa di Croce di Lucca
- Pontano-kapel
- Chiesa della Santa Maria Maggiore alla Pietrasanta
- Palazzo Spinelli di Laurino
- Palazzo Filippo d'Angiò
- Basilica Church of San Paolo Maggiore
- Basilica Church of San Lorenzo Maggiore
- Chiesa della Santa Maria delle Anime del Purgatorio ad Arco
- Chiesa di Girolamini
- Chiesa della Santa Maria della Colonna
- Duomo di Napoli (op de hoek van de Via Duomo)
- Guglia di San Gennaro
- Palazzo Caracciolo di Gioiosa
- Pio Monte della Misericordia
- Chiesa della Santa Maria della Pace
- Chiesa della Santa Maria del Rifugio
- Chiesa di San Tommaso a Capuana
- Kapel van Monte dei Poveri
- Castel Capuano
- Guglia di San Gaetano